# Synema quadrifasciatum
Synema quadrifasciatum är en spindelart som beskrevs av Dahl 1907. Synema quadrifasciatum ingår i släktet Synema och familjen krabbspindlar. Inga underarter finns listade i Catalogue of Life.